# June Lang
Pour les articles homonymes, voir Lang.
June Lang est une actrice américaine, de son vrai nom Winifred June Vlasek, née le 5 mai 1917 à Minneapolis (Minnesota), morte le 16 mai 2005 à Los Angeles — Quartier de Valley Village (Californie).

## Biographie

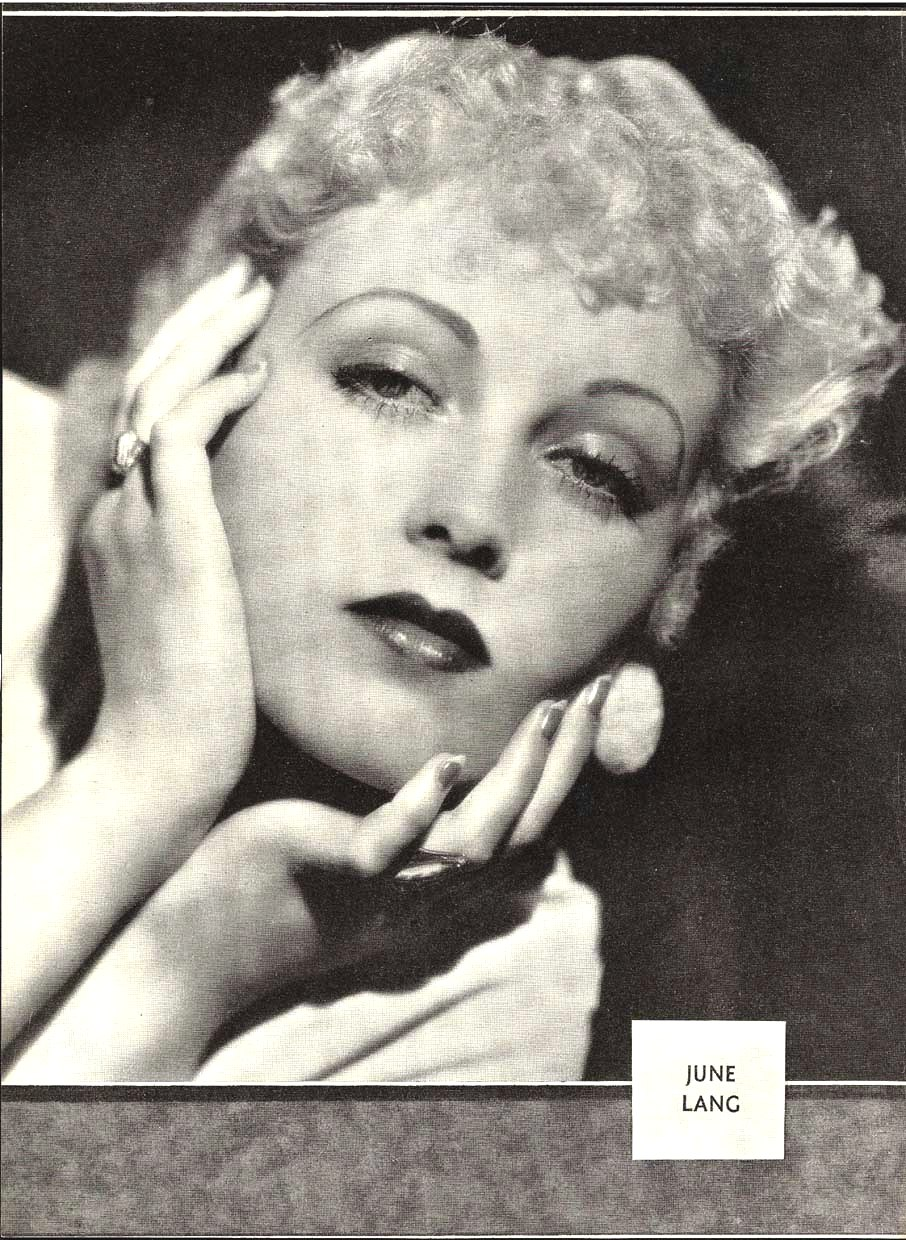
En 1934

Au cinéma, à partir de 1931, après trois premiers films (dont The Miracle Woman de Frank Capra) dans des petits rôles non crédités, elle tourne ses trois films suivants sous son véritable nom de June Vlasek, tel Chandu le magicien de William Cameron Menzies et Marcel Varnel (1932, avec Edmund Lowe dans le rôle-titre et Béla Lugosi).
Puis, sous le pseudonyme de June Lang (outre quelques autres prestations non créditées), elle apparaît notamment dans Bons pour le service de James W. Horne (1935, avec Laurel et Hardy), Les Chemins de la gloire d'Howard Hawks (1936, avec Fredric March et Warner Baxter), La Mascotte du régiment de John Ford (1937, avec Shirley Temple et Victor McLaglen), Deux bons copains de Gordon Douglas (1939, avec Oliver Hardy et Harry Langdon), ou encore Swing au cœur de Gregory Ratoff (1942, avec John Payne et Betty Grable).
En tout, elle contribue à seulement trente-neuf films américains, l'avant-dernier sorti en 1944, le dernier en 1947.
Après son retrait du grand écran, June Lang se produit occasionnellement à la télévision, dans trois séries, de 1950 à 1953, avant un ultime rôle en 1961.

## Filmographie

### Au cinéma (sélection)
- 1931 : The Miracle Woman de Frank Capra
- 1932 : Chandu le magicien (Chandu the Magician) de William Cameron Menzies et Marcel Varnel
- 1933 : I Loved You Wednesday d'Henry King et William Cameron Menzies
- 1934 : Musique dans l'air (Music in the Air) de Joe May
- 1935 : Bons pour le service (Bonnie Scotland) de James W. Horne
- 1936 : Le Médecin de campagne (The Country Doctor) de Henry King
- 1936 : Capitaine Janvier (Captain January) de David Butler
- 1936 : Every Saturday Night de James Tinling
- 1936 : White Hunter d'Irving Cummings

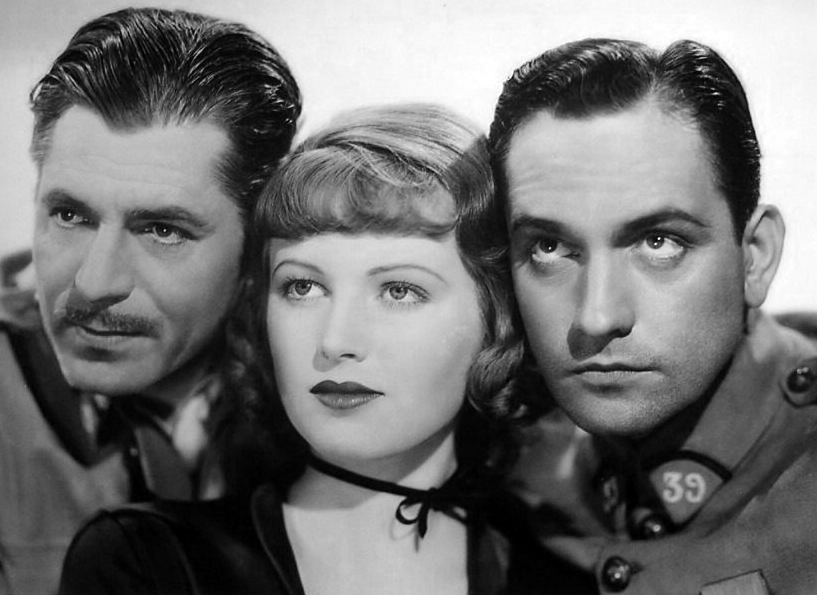
De g. à d. : Warner Baxter, June Lang et Fredric March, dans Les Chemins de la gloire (1936)

- 1936 : Les Chemins de la gloire (The Road to Glory) de Howard Hawks
- 1937 : Nancy Steele a disparu (Nancy Steel is missing !) de George Marshall
- 1937 : La Mascotte du régiment (Wee Willie Winkie) de John Ford
- 1937 : Nuits d'Arabie (Ali Baba goes to Town) de David Butler
- 1938 : Concession internationale (International Settlement) d'Eugene Forde
- 1939 : Forged Passport de John H. Auer
- 1939 : Deux bons copains (Zenobia) de Gordon Douglas
- 1939 : For Love or Money d'Albert S. Rogell
- 1939 : Capitaine Furie (Captain Fury) d'Hal Roach
- 1939 : Inside Information de Charles Lamont
- 1940 : Convicted Woman de Nick Grinde
- 1940 : L'Île de la destinée (Isle of Destiny) d'Elmer Clifton
- 1941 : The Deadly Game de Phil Rosen
- 1941 : Redhead d'Edward L. Cahn
- 1942 : Swing au cœur (Footlight Serenade) de Gregory Ratoff
- 1942 : Too Many Women (en) de Bernard B. Ray
- 1942 : City of Silent Men de William Nigh
- 1943 : Le Cabaret des étoiles (Stage Door Canteen) de Frank Borzage (caméo ; elle-même)
- 1943 : Obsessions (Flesh and Fantasy) de Julien Duvivier
- 1944 : Three of a Kind de D. Ross Lederman
- 1947 : Lighthouse de Frank Wisbar

### À la télévision (intégrale)
(séries)
- 1950-1952 : Fireside Theatre (en)
  - Saison 2, épisode 37 Man without a Country de Frank Wisbar (1950)
  - Saison 4, épisode 16 A Question of Wills (1951) et épisode 24 Land of Destiny de Frank Wisbar (1952)
- 1953 : City Detective
  - Saison 1, épisode 8 Have a Cigar de Leslie H. Martinson
- 1961 : The Detectives
  - Saison 3, épisode 7 Beyond a Reasonable Doubt d'Alvin Ganzer